# Camargoia nordestina
Camargoia nordestina là một loài Hymenoptera trong họ Apidae. Loài này được Camargo mô tả khoa học năm 1996.